# Giordano Bruno
Giordano Bruno (właśc. Philippo Bruno, ur. w styczniu albo lutym 1548 w Noli, zm. 17 lutego 1600 w Rzymie) – włoski filozof, teolog, poeta i przejściowo duchowny katolicki z zakonu dominikanów (1565/6–1579); renesansowy humanista, filozof hermetyczny.
Bruno jest znany ze swoich spekulacji dotyczących astronomii – w tym kosmologii – które opierały się na heliocentrycznej teorii Kopernika i na zasadzie kopernikańskiej. Podejrzewał istnienie egzoplanet – gwiazdy miałyby być ciałami niebieskimi takimi jak Słońce, otoczonymi przez swoje własne planety. Twierdził również, że Wszechświat jest nieskończony. Jego hipotezy wyprzedzały ówczesne czasy i zapowiadały nowożytną naukę.
Jego poglądy religijne były bliskie panteizmowi. Został skazany przez Kościół katolicki pod zarzutem herezji na karę śmierci i spalony na stosie na Campo de’ Fiori, gdzie później postawiono mu pomnik; przez kulturę masową uważany za męczennika filozofii. Jego drwiny z dogmatów dały mu rekord ekskomunik: oprócz katolickiej także kalwińską i luterańską.

## Życiorys

### Wczesne lata
Bruno urodził się w styczniu albo lutym 1548 roku w wiosce Nola i otrzymał imię Philippo. Był synem żołnierza Giovanniego Bruna i Fraulisy Savolino. Około 1562 roku wyjechał do Neapolu i zaczął studiować trivium. 15 czerwca 1565 wstąpił do zakonu dominikanów w Neapolu, przyjmując imię zakonne Giordano (śluby zakonne złożył w 1566). Już będąc w seminarium, popadł w konflikt z bezpośrednimi przełożonymi. Złożono na niego donos do inkwizycji w Neapolu, ale nie doszło do procesu sądowego. W 1572 przyjął święcenia kapłańskie. Zajmował się filozofią i mnemotechniką.

### Wędrówka przez Europę

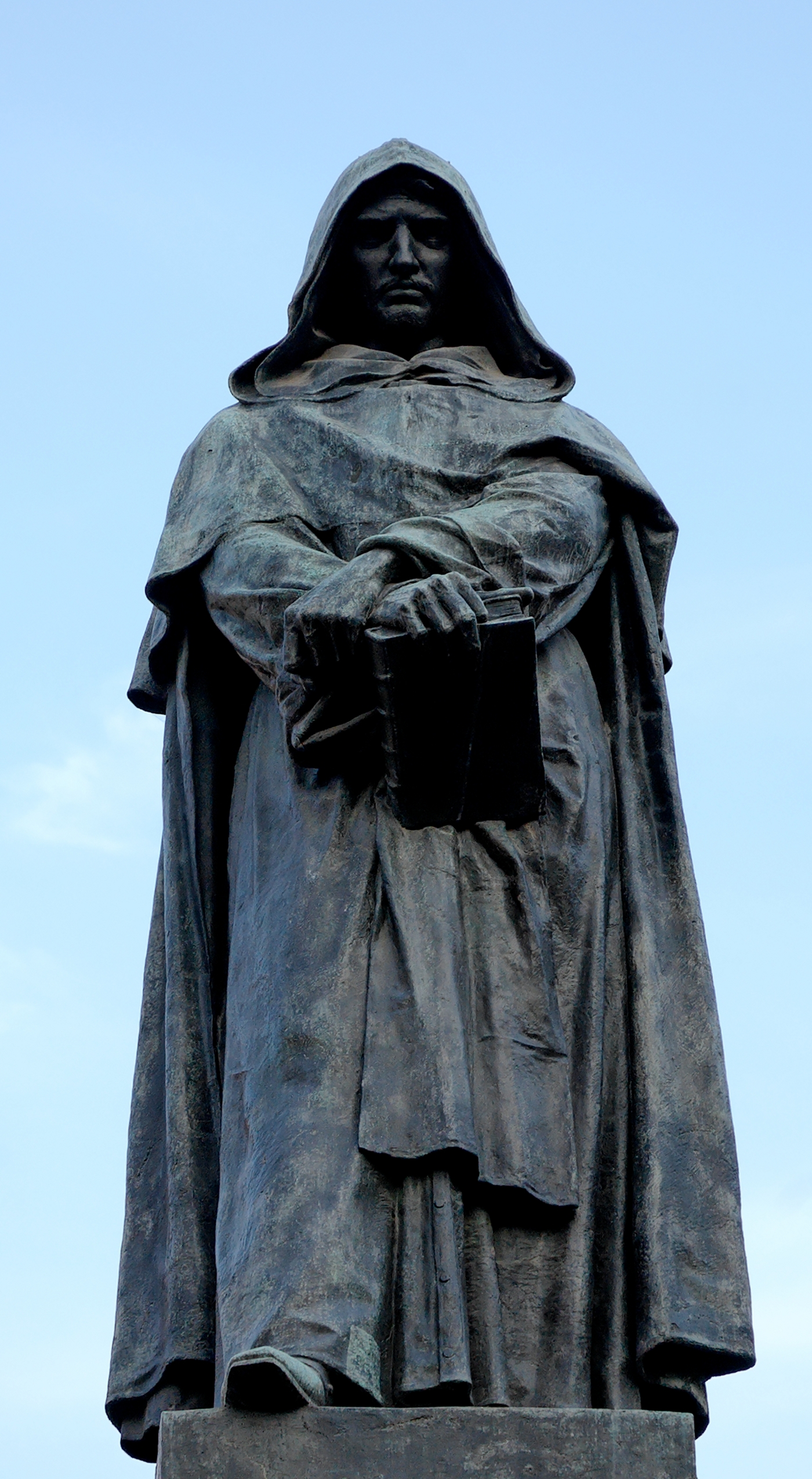
Pomnik Bruna na Campo de’ Fiori w Rzymie autorstwa Ettore Ferrariego

W lutym 1576 został oskarżony o herezję (akt oskarżenia przeciwko niemu zawierał blisko 130 punktów). Groził mu zakonny sąd inkwizycyjny prowincji neapolitańskiej, wydalenie z zakonu i ekskomunika. Aby go uniknąć, uciekł do Rzymu, gdzie schronił się w klasztorze dominikańskim przy Piazza della Minerva. W kilka dni po przybyciu do Wiecznego Miasta otrzymał list, w którym przyjaciele z Neapolu poinformowali go, że znaleziono zakazane książki, które porzucił, gdy dowiedział się, że został oskarżony i że całe śledztwo w jego sprawie zostało przekazane z Neapolu do Rzymu. W tej sytuacji postanowił zniknąć z oczu jakiegokolwiek kolegium inkwizycyjnego i potajemnie, nie pozostawiając po sobie żadnego śladu, opuścić Rzym. Zrzucił habit i rozpoczął wędrówkę po Europie. Do 1579 wędrował po Italii jako prywatny nauczyciel. 15 kwietnia 1576 roku pojawił się w Genui, ale z powodu sytuacji panującej w mieście (Genua w tym czasie była pod rządami stronnictwa kalwińskiego), przeniósł się do nieodległego Noli (dzisiejsze Vico Noli), gdzie niechętnie, na zlecenie władz miejskich, uczył chłopców czytania i pisania, a miejscowym arystokratom objaśniał zasady swojej kosmogonii.
Pięć miesięcy później znalazł się w Savonie; za kolejne dwa tygodnie w Turynie; stąd popłynął Padem do Wenecji; następnie udał się do Padwy, Brescii, Bergamo, Mediolanu, gdzie po raz pierwszy spotkał Philipa Sidneya, posła królowej Elżbiety do cesarza Rudolfa II. Stamtąd powrócił ponownie do Turynu. Wówczas napisał Dei Segni dei tempi (Znaki czasu). Książka została wydrukowana najprawdopodobniej anonimowo, choć możliwe, że pod nazwiskiem Bruno (do tej pory nie odnaleziono ani jednego jej egzemplarza).
W Bergamo, gdy został oskarżony o herezję, wystąpił z zakonu i żył jako świecki. Po kilku miesiącach powrócił do życia zakonnego. Następnie podróżował po Europie Zachodniej, uczestnicząc w życiu ówczesnych uniwersytetów. W Genewie pracował jako korektor w drukarni. Wiosną 1579 ostatecznie wystąpił z zakonu, po ogłoszeniu ulotki atakującej poglądy jednego z czołowych genewskich teologów Antoine’a de La Faye’a został 6 sierpnia uwięziony przez kalwińskie władze miasta. Zachowany do dziś akt oskarżenia głosił: Przed Konsystorzem stanął Filippo Bruno, student zamieszkały w tym mieście, który prosi o dopuszczenie go do Wieczerzy, jaka została mu zabroniona, z powodu tego, że obrzucił kalumniami urzędników i regenta kolegium niejakiego Mr. Anthoyne de la Faye. Zwolniony 27 sierpnia udał się do Lyonu, a stamtąd do Tuluzy, gdzie przebywał od jesieni 1579 do jesieni 1581, wykładając swoją filozofię.
W Paryżu Bruno nauczał mnemotechniki króla Henryka III. Król Francji mianował go profesorem Sorbony, udzielając jednocześnie dyspensy od uczestnictwa we mszach. Bruno ogłosił drukiem 120 tez będących syntezą jego poglądów filozoficznych, dając się poznać jako zagorzały przeciwnik Arystotelesa i z tego powodu w 1583 musiał opuścić Paryż. Udał się do Londynu, gdzie na dworze królowej Elżbiety oraz później w Oksfordzie napisał i opublikował 6 dialogów w języku włoskim, w tym słynną satyrę na Kościół zatytułowaną Spacio della Bestia triompante proposto dal Giove affetuato dal consiglio. W Oksfordzie krótko wykładał na uniwersytecie, ale nie znalazł uznania wśród miejscowych profesorów. Po krótkim pobycie we Francji udał się do Niemiec, gdzie 25 lipca 1586 roku dokonał immatrykulacji jako doktor teologii. Podczas kolejnej podróży, do Wittenbergi, gdzie przez rok wykładał na uniwersytecie, po raz pierwszy wystąpił przed ogromną publiką i rzucił oskarżenia pod adresem Stolicy Apostolskiej i Kościoła. Swoją mowę powtórzył w 1588 w Pradze, gdzie opublikował 160 artykułów przeciwko matematykom i filozofom z listem dedykacyjnym do cesarza Rudolfa II. W latach 1589–1590 wykładał na uniwersytecie w Helmstedt, w 1591 ogłosił drukiem 3 obszerne łacińskie poematy filozoficzne.
W 1589 został ekskomunikowany z gminy luterańskiej i w 1590 udał się do Frankfurtu nad Menem, a 1591 wrócił do Italii. Jego wystąpienia odbiły się szerokim echem w całej Europie. Bruno nazwał siebie synem nieba i matki ziemi. Zamierzał założyć nowe wyznanie pod egidą swojej filozofii i wierzył, że dzięki swojej magicznej potędze zdoła podporządkować sobie każdego możnowładcę. W Wenecji przebywał (1592) na zaproszenie możnego szlachcica Zuane Moceniga, który chciał, by ten nauczył go mnemotechniki oraz wprowadził go w tajniki ezoteryki i magii. Jednak po kilku tygodniach trzydziestoletni szlachcic wenecki żalił się: mam go tu na swoim utrzymaniu, obiecał nauczyć mnie wielu różnych rzeczy i dostał w zamian wiele cennych przedmiotów i pieniądze na to konto. Nie widzę na razie żadnych wyników; powątpiewam też, czy jest on porządnym człowiekiem. Kiedy Bruno zamierzał wyjechać do Frankfurtu, Mocenigo wraz z przyjaciółmi uwięzili go i 23 maja 1592 zadenuncjowali weneckiemu Trybunałowi Inkwizycyjnemu.

### Proces i śmierć

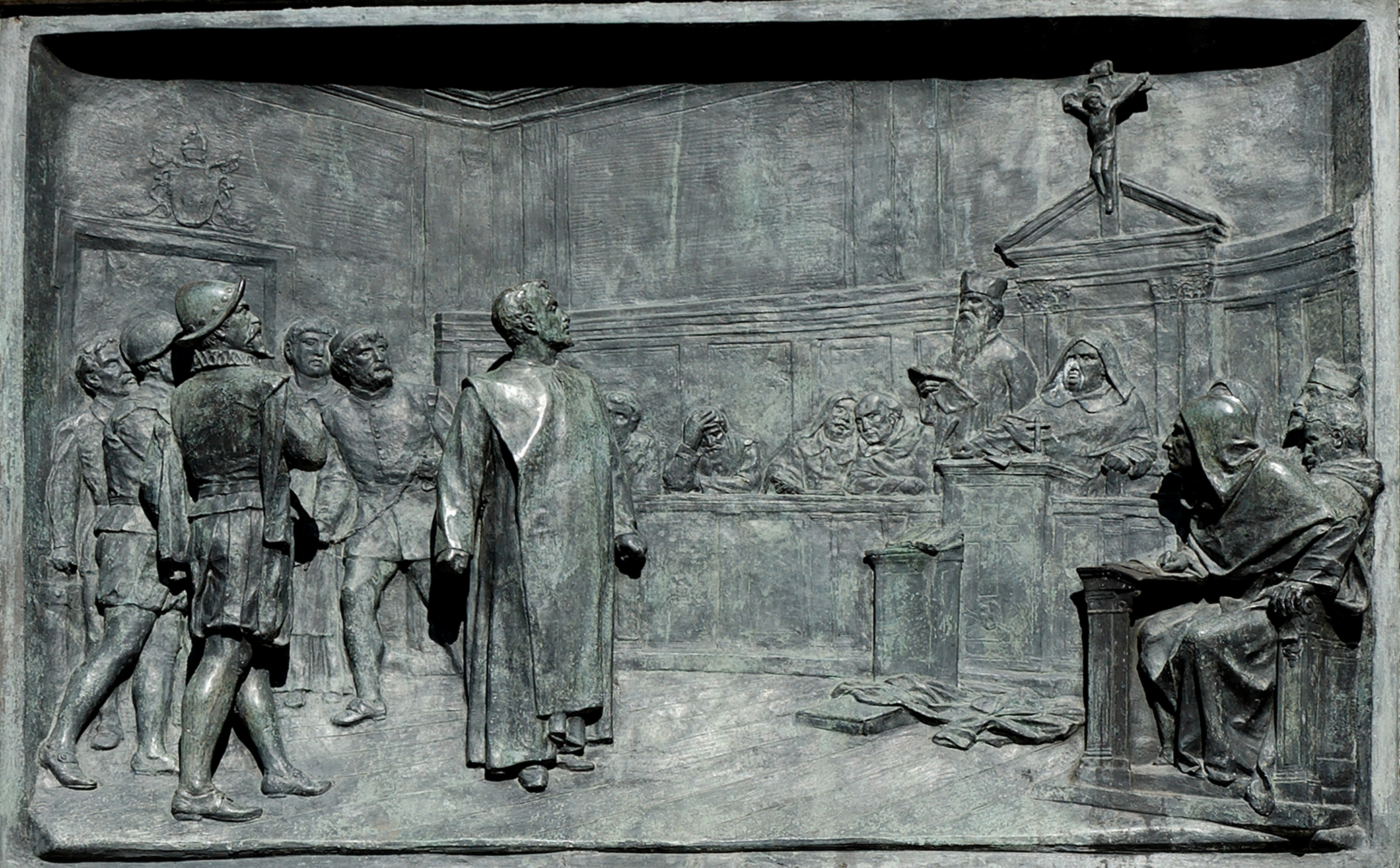
Proces Giordana Bruna – tablica na pomniku filozofa na Campo de’ Fiori w Rzymie

8 zarzutów oskarżenia dla Świętego Oficjum sformułował kardynał Bellarmino:
1. Giordano Bruno uważa, że wykazał przyczynę ruchu Ziemi i bezruchu firmamentu przy pomocy pewnych racji nieprzynoszących – według niego – żadnej szkody Pismu Bożemu. Daremne było przedstawianie mu wersetów z Eklezjaztesy (1, 4b-5a): Terra autem in aeternum stat; Sol oritur et occidit[20] (Ziemia trwa na wszystkie czasy, Słońce wschodzi i zachodzi). Bruno replikował, że Pismo Święte wyraża się językiem dostępnym dla wiernych, a nie zwraca się do naukowców jako takich. Ten sam tekst został później przeciwstawiony Galileuszowi przez tego samego Bellarmina[21].
2. Bruno przeciwstawił doktrynę nieskończonego i wiecznego Wszechświata, składającego się z licznych światów dogmatowi o stworzeniu świata. Uzasadniał to słowami: kto przeczy nieskończoności skutku, ten przeczy również nieskończoności możliwości[22].
3. W jednej ze swoich tez Giordano Bruno określił gwiazdy jako prawdziwych wysłanników i tłumaczy głosu Bożego, jako anioły dające się odczuć i zauważyć, jak gdyby każda gwiazda przynosiła człowiekowi boskie zwiastowanie[22].
4. Bruno głosił, że dwiema rzeczywistymi zasadami wszelkiego istnienia są: dusza świata i pierwotna materia. Była to konsekwencja tezy, według której Wszechświat jest wieczny, a światom które go tworzą przypisana jest zasada ruchu – nie są one zaś jak sądzono, poruszane przez jakieś sfery stałe bądź anioły[22].
5. Kolejną tezą było stwierdzenie, że dusza ludzka stanowi jedynie przejściowy wyraz duszy Wszechświata, tak jak ciało jest duszą dla materii Wszechświata. Dusza ludzka miałaby być nieśmiertelna w tym sensie, że powróci do swojego źródła. To samo dotyczy ciała, ponieważ materia jest wieczna[22].
6. Z poprzedniej tezy wynika kolejna: ponieważ materia jest wieczna nic nie rodzi się, ani nie niszczeje. Życie i śmierć są jedynie stanami przejściowymi. Materia, która jest niezmienna może przybrać dowolną formę[23].
7. Bruno uważał, że także Ziemia posiada duszę i to nie tylko zmysłową, ale i intelektualną, a być może nawet coś więcej. Tezę tę opierał na zawartym w Genesis zdaniu: Producat terra animam viventem[23].
8. W ostatniej z kwestionowanych tez Bruno przeciwstawiał się doktrynie Tomasza z Akwinu. Bruno oświadczył: nie zgadzam się w moich rozważaniach filozoficznych z twierdzeniem, jakoby dusza stanowiła formę, sądzę natomiast, że stanowi ona duchową rzeczywistość, w danej chwili obecną w ciele[23].

Podczas przesłuchania zarzucono mu m.in.: 

Że mówił, że jest wielkim bluźnierstwem ze strony katolików twierdzić, jakoby chleb przemieniał się w ciało; Że jest nieprzyjacielem mszy św., że nie podoba mu się żadna religia, że Chrystus był nieszczęśnikiem i że czynił nieszczęsne dzieła, oczarowując ludy, (…) Że Bóg stwarza ciągle nowe światy, że Chrystus czynił pozorne cuda i że był magiem, podobnie jak apostołowie; Że Jezus umierał bardzo niechętnie i gdyby mógł, to uciekłby z miejsca kaźni; Że nie ma kary za grzechy, (…) Okazał chęć stworzenia nowej sekty pod egidą nowej filozofii; Powiedział, że Dziewica nie mogła porodzić, i że nasza wiara katolicka jest pełna bluźnierstw obrażających Boży majestat; Że trzeba zabronić wstępowania do zakonów, ponieważ zanieczyszczają świat.

 Do tego doszły oskarżenia brata Celestina da Verony (potwierdzone przez brata Giulio da Sol, Francesca Vaia oraz Matteo de Silvestrisa) o głoszeniu, że (…) Chrystus jest niegodnym psem, że nie ma piekła i nikt nie jest skazany na karę wieczną, ale że w swoim czasie każdy się zbawi (…) że jeśli będzie zmuszony wrócić do zakonu dominikańskiego, wysadzi w powietrze klasztor, w którym każą mu przebywać, a potem chce jak najszybciej wrócić do Niemiec czy Anglii, do heretyków, aby żyć tam w wolności i na swój sposób. 16 z 23 punktów oskarżenia zostało potwierdzone przez więcej niż jednego świadka.
15 lutego 1599 Bruno został wezwany przed Trybunał Inkwizycyjny do wyrzeczenia się tez uznanych za błędne i bluźniercze. Bruno odrzucił tę sugestię sądu. Początkowo zgodził się na publiczne wyrzeczenie się swoich tez, ale jednocześnie złożył na ręce papieża Klemensa VIII obszerny memoriał uzasadniający twierdzenia, które miał publicznie odwołać. 17 lutego 1600 r. na głównym rynku Rzymu – Campo de’ Fiori został spalony na stosie. Wszystkie dzieła Bruna zostały wprowadzone na indeks ksiąg zakazanych w 1603 r.

## Poglądy

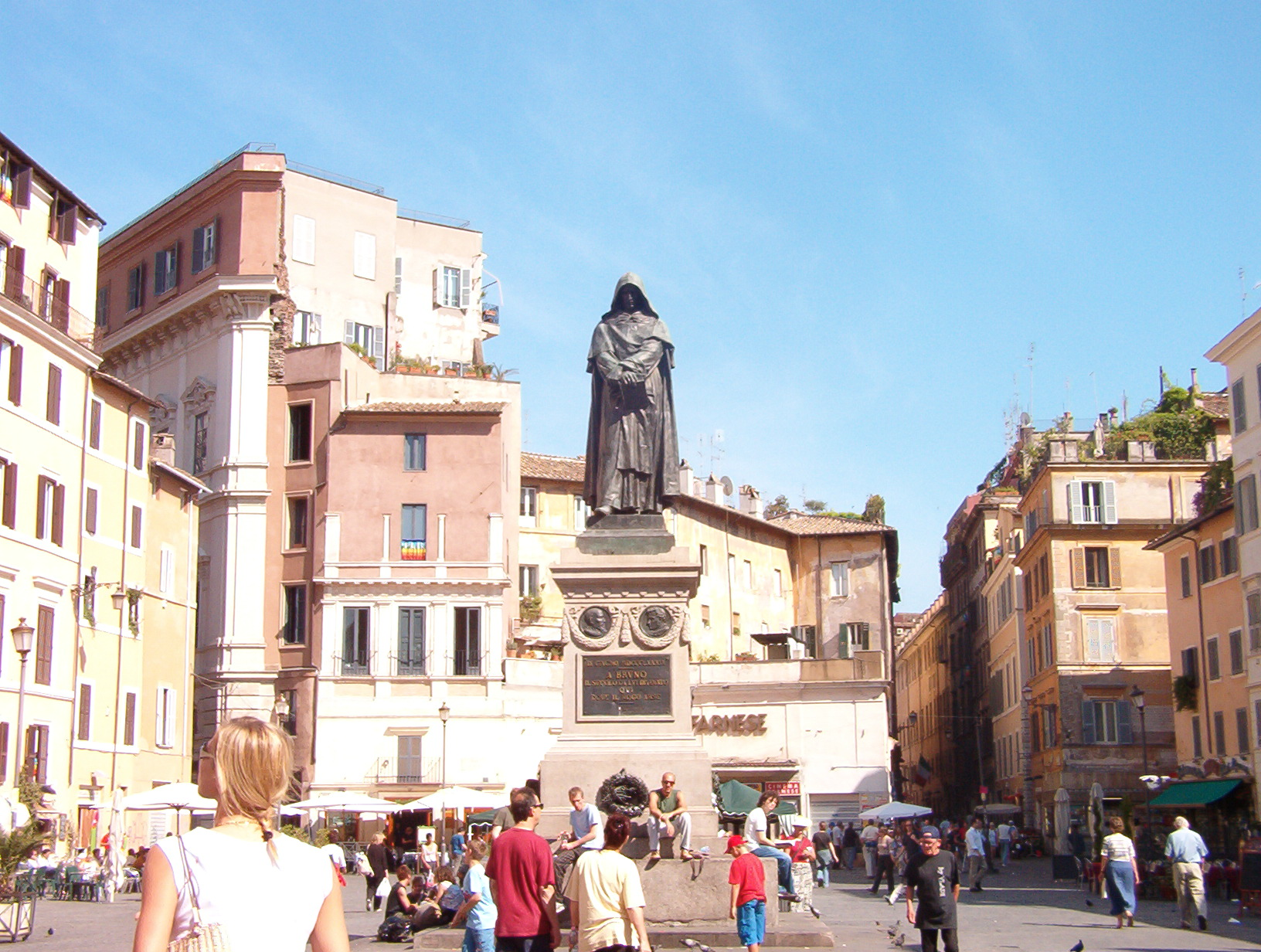
pomnik Giordana Bruna – Campo de’ Fiori (Rzym)

W swoich poglądach nawiązywał do różnorodnych tradycji filozofii starożytnej (m.in. do Heraklita, Parmenidesa, Anaksagorasa, Lukrecjusza i Plotyna), a także do koncepcji myślicieli oraz uczonych średniowiecznych i renesansowych (zwłaszcza Rajmunda Lullusa i Mikołaja Kopernika, Mikołaja z Kuzy i B. Telesia) oraz łączył różnorodne kierunki filozoficzne, religijne i naukowe (między innymi astronomię z hermetyzmem, gnostycyzmem, kabałą i magią). Głosił, że Wszechświat jest nieskończony i jednorodny (z czego wynikał między innymi pogląd, że ludzie nie są jedynymi inteligentnymi istotami w kosmosie). Miał to być twór żywy (ten pogląd zbliżał go do panteizmu). Religię uznał za uproszczoną wersję filozofii, liturgię i uczestnictwo w praktykach religijnych zaś za wynik zabobonu wynikającego z ignorancji. Kościół skazał go jednak za herezję doketyzmu głoszącą, że ciało Jezusa Chrystusa było jedynie iluzją.
Bruno przeciwstawiał fizykę (jako naukę o istocie obiektywnej rzeczywistości) zarówno metafizyce, jak i matematyce (jako nauce o konstrukcjach umysłu). Rozwijając swoją filozofię przyrody, zbudował system materialistycznego panteizmu; był on najradykalniejszym wyrazem materialistycznych tendencji w renesansowej filozofii przyrody. Według tego systemu istnieje nieskończona liczba bytów tworzących jeden Wszechświat, w którym pełna realność przysługuje zarówno bytom jednostkowym, jak i Wszechświatowi jako całości; jedność zaś Wszechświata polega na jedności substancjonalnej (rozumianej jako jedność materii, będącej podłożem wszystkich rzeczy i wyłaniającej z siebie wszystkie formy) oraz na jedności praw rządzących ustawicznym krążeniem (przemianami) materii. Dążąc do ustalenia tych praw i wyjaśnienia przemian, Bruno rozwinął dialektyczną koncepcję rozwoju, której centralną kategorią było pojęcie „kołowrotu” (łac. vicissitudo); oznaczało ono dla Bruna nie tyle cykliczny powrót zjawisk, ile raczej ruch po spirali. Panteistyczny charakter systemu Bruna polegał na identyfikacji Boga z naturą, w traktowaniu przyrody jak gdyby była Bogiem. Bruno był autorem pojęcia monady jako elementarnej jednostki bytu, w której łączy się przedmiot z przedmiotem. W teorii poznania głosił, że człowiek nie od razu dochodzi do prawdy i rozróżniał 3 główne stopnie poznania: przez zmysły, przez rozsądek i przez rozum. Rozum daje, według Bruna, intelektualny ogląd przyrody jako jednolitej, nieskończonej, dynamicznej i harmonijnej całości, w której panuje wolność. Problemy człowieka rozpatrywał ze stanowiska renesansowego humanizmu. Etyka Bruna miała charakter świecki i heroiczny. Podkreślał znaczenie pracy ludzkiej i dążenia człowieka do prawdy jako najwyższej wartości; głosił humanistyczny kult „człowieczeństwa” i „prawdziwych ludzi” służących ponadosobowym wartościom. Konsekwencją tych poglądów była krytyka chrześcijańskiej hierarchii wartości i opartej na niej etyki; zwalczał pretensje teologii do panowania nad filozofią i nauką oraz występował przeciwko „ślepej wierze” i tradycjom fideistycznym. Zajmował się również badaniami religioznawczymi i reprezentował w nich stanowisko euhemeryzmu. Był także jednym z głównych przedstawicieli pluralizmu w metodologii i estetyce. Według Bruna obiektywnej wielokształtności i wielorakości bytu powinna odpowiadać „metoda wieloraka”, ujmująca stanowiska ze wszystkich możliwych stron, w tym także wielokształtność i różnorodność dzieł sztuki; poeci nie powinni naśladować innych poetów, ale tworzyć dzieła według własnych poetyk. W teorii wychowania Bruno głosił, że „natura dała każdemu człowiekowi wspaniałe skrzydła”, a nauczyciel powinien pomagać uczniom w ich rozwijaniu. Potępiał kolonializm i uznawał prawo każdego narodu do niepodległości i rozwoju własnej kultury. Wykorzystywał teorię Mikołaja Kopernika do umocnienia swoich pełnych magii oraz często sprzecznych ze sobą teorii filozoficzno-teologicznych.

## Kosmologia
Koncepcja budowy Wszechświata zaproponowana przez Giordana Bruna była rewolucyjna, wyprzedzając swoją epokę, kreśliła ona obraz uniwersum zaskakująco bliski współczesnym teoriom astrofizycznym. Postulowała, że w jednorodnie zbudowanym i podległym wszędzie takim samym prawom fizycznym Wszechświecie, znajduje się wielość słońc/gwiazd obieganych przez własne planety, zamieszkane (podobnie jak Ziemia) przez istoty rozumne.

### Kosmologia przed Brunem

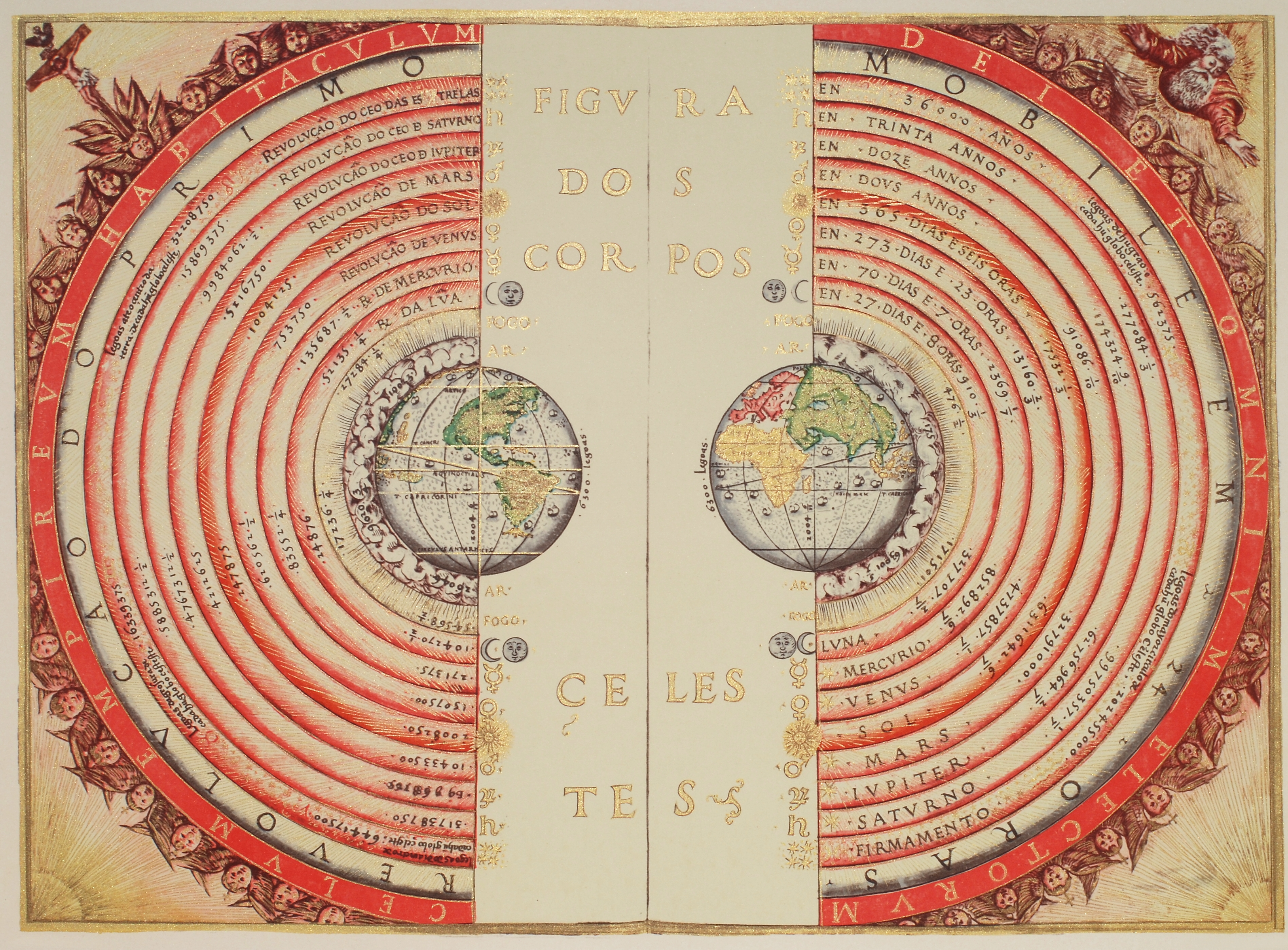
Geocentryczny wszechświat Ptolemeusza

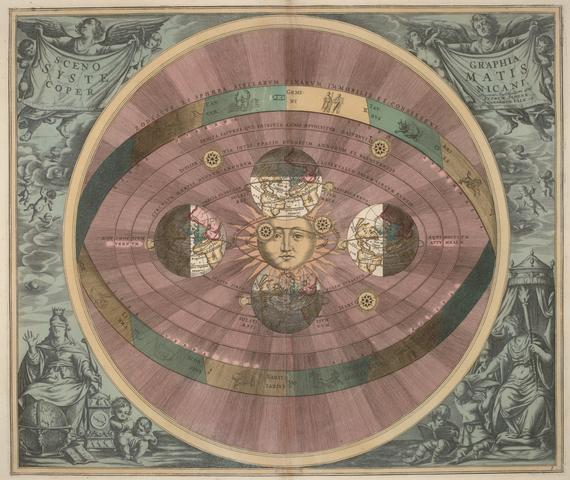
Heliocentryczny wszechświat Kopernika

Według Arystotelesa i Platona geocentryczny Wszechświat był tworem skończonym i ograniczonym sferą gwiazd stałych. Gwiazdy znajdowały się na powierzchni najwyższej sfery Wszechświata, każda z nich znajdowała się zatem w jednakowej odległości od Ziemi stanowiącej centrum wszystkich jego sfer. Planety umocowane były na przezroczystych sferach niebieskich rozmieszczonych koncentrycznie poniżej sfery gwiazd. Ciała niebieskie poruszały się za sprawą pierwszego poruszyciela, który to był pierwotną przyczyną ich ruchu i ruch ten stale podtrzymywał. Tomasz z Akwinu utożsamił ów arystotelejski byt ze starotestamentowym Bogiem. Bóg ten jednak był zewnętrzny wobec animowanego przez siebie Wszechświata i nie stanowił jego części, choć do wszechświata przylegało nieskończone „królestwo niebieskie”.
Heliocentryczny przewrót Mikołaja Kopernika zdetronizował Ziemię jako centralny punkt Wszechświata, umieszczając w jego środku Słońce, pozostałe założenia budowy uniwersum pozostawiał jednak niezmienione. Brak obserwowalnego ruchu ciał niebieskich względem sfery gwiazd stałych stał się nawet podstawą do podważania, tak pomyślanej idei, heliocentryzmu.
Rewolucję kopernikańską popierało w czasach Bruna kilku astronomów: Michael Maestlin, Christoph Rothmann, Jan Kepler, Thomas Digges, Galileusz.

### Kosmologia według Bruna
Bruno zapoznał się z teoriami Mikołaja Kopernika i wierzył, że Ziemia krąży dookoła Słońca, wirując jednocześnie dookoła własnej osi. Poszedł jednak dalej niż Mikołaj Kopernik, zakładając, że gwiazdy widoczne na nieboskłonie stanowią inne, odległe słońca rozrzucone w przestrzeni nieskończonego Wszechświata. Słońca, dookoła których krążą ich własne planety, zamieszkane przez inne istoty rozumne.
Bruno utrzymywał ponadto (za Mikołajem z Kuzy), że z faktu nieskończoności Boga wnioskować można nieskończoność Wszechświata, stanowiącego jego odbicie. Przyjmując zaś, że dwie nieskończoności nie mogą istnieć równolegle, wnioskował, że bóg jest immanentną częścią Wszechświata, pochodzącą z tej samej co Wszechświat substancji.
W 1584 Bruno opublikował dwa ważne dialogi filozoficzne, w których wystąpił przeciwko teorii planetarnych sfer niebieskich (Tycho Brahe wystąpił z podobną tezą w 1587). Nieskończony Wszechświat Bruna był wypełniony eterem (piątym żywiołem), który nie stawiał oporu ruchom ciał niebieskich, które wedle jego wizji Wszechświata poruszały się dzięki własnemu impetowi, nie zaś za sprawą zewnętrznych wpływów.
Najistotniejsze jest jednak fakt, że zarzucił on koncepcję hierarchicznej konstrukcji uniwersum. Ziemia była tu po prostu jednym z wielu podobnych ciał niebieskich, podobnie jak i Słońce. Bóg nie był powiązany z żadną częścią Wszechświata bardziej niż z którąkolwiek inną. Bóg według Bruno obecny był tak samo na powierzchni Ziemi, jak i w przestrzeni widocznej na firmamencie niebieskim. Bruno zakładał również, że Wszechświat jest jednorodny, zaś wszystkie znajdujące się w nim obiekty składają się z tych samych czterech elementów. Ciała niebieskie zbudowane byłyby zatem z wody, ziemi, ognia i powietrza, nie zaś z osobnej substancji o odmiennej naturze. Wszędzie we Wszechświecie miały działać te same prawa fizyczne. Czas i przestrzeń miały być nieskończone. W tak pomyślanym, stabilnym Wszechświecie nie było miejsca na takie chrześcijańskie pojęcia jak: boska kreacja bytów czy Sąd Ostateczny.
Bruno uważał pojedyncze słońce/gwiazdę wraz z jej planetami za podstawową jednostkę konstrukcyjną Wszechświata. Liczba takich systemów planetarnych, podobnie jak przestrzeń samego Wszechświata, była nieskończona, przestrzeń pomiędzy nimi wypełniał zaś eter, ponieważ próżna przestrzeń nie mogła istnieć. Komety były błądzącymi w przestrzeni fragmentami byłych gwiazd, nie zaś – jak u innych autorów w tamtych czasach – ulotnymi tworami, narzędziami Boga czy niebiańskimi posłańcami. Każda kometa była światem, materialnym obiektem pozaziemskim zbudowanym z czterech elementów.
Kosmos Bruna charakteryzuje się nieskończonością, jednorodnością i izotropowością (brakiem wyróżnionych kierunków) z systemami planetarnymi rozłożonymi równomiernie pośród jego przestrzeni. Materia podlega i działa według zasad animistycznych. Była inteligentna i nieciągła, zbudowana z atomów.

### Poglądy Bruna na naukę
Poglądy Bruna nie miały charakteru naukowego w dzisiejszym rozumieniu tego słowa. Nie wynikały z obserwacji, nie miały być testowane eksperymentalnie, nie były wsparte żadnymi obliczeniami, ani modelami matematycznymi zjawisk. Bruno najprawdopodobniej nie był nawet w stanie zrozumieć obliczeń Kopernika, gdyż nic nie wskazuje na jego znajomość matematyki. Jego poglądy miały charakter czystej spekulacji i były inspirowane religijnie. Nieskończoność Wszechświata była dla niego emanacją nieskończoności Boga. Stąd niesłusznie przypisano mu rolę „męczennika nauki”. Rodzaj działalności intelektualnej, jaki uprawiał, określany jest jako filozofia przyrody. Jednak jego spekulacje miały charakter niezwykle śmiały i wyprzedzały swój czas. Na przykład Kopernik, budując heliocentryczny model Wszechświata, nadal zakładał istnienie sfery gwiazd stałych, ograniczającej kosmos, podczas gdy Bruno uważał Wszechświat za nieskończony w czasie i przestrzeni. Bruno nie był w tym pierwszy, jego mniej znanymi prekursorami byli atomiści greccy oraz Mikołaj z Kuzy i Thomas Diggest. Johannes Kepler, znając i porównując te wszystkie koncepcje, odrzuca jednak ideę nieskończoności Wszechświata. Trudno bowiem było wyzbyć się, również inspirowanej religijnie, idei centralnego miejsca Ziemi w kosmosie.
Założenie o nieskończoności i jednorodności Wszechświata utorowało sobie drogę w nauce pod wpływem dyskusji rozpoczętej przez Kartezjusza, stając się na 200 lat centralnym założeniem kosmologii, i dominowało do czasów Alberta Einsteina. Obecnie uległo przekształceniu w założenie jednorodności i izotropowości całego Wszechświata, stając się podstawą współczesnej astrofizyki. Istnienie planet pozasłonecznych zostało obserwacyjnie potwierdzone pod koniec XX wieku, a do lutego 2025 wykryto istnienie 5800 takich obiektów. Poszukiwaniem ewentualnych cywilizacji pozaziemskich od roku 1959 zajmuje się SETI. Wszechświat najprawdopodobniej nie ma barier czy granic, a jego rozmiary są skończone, co określa się zwięzłą formułą: jest nieograniczony, ale skończony (co bliższe jest przekonaniom Mikołaja z Kuzy i Kartezjusza niż Bruna). Również czas istnienia Wszechświata liczony jest od Wielkiego Wybuchu. Istnieją jednak również spekulacje zakładające, że może on być z kolei elementem Multiwersum o nieznanej naturze lub też, że Wielki Wybuch stanowi jedynie punkt na osi ewolucyjnej pulsującego Wszechświata.
Największą różnicą pomiędzy teoriami Bruna a współczesną astrofizyką (czy też nauką w ogólności) jest wyznawany przez niego animizm, przypisujący świadomość i inteligencję tak samej materii, jak też ciałom niebieskim z niej zbudowanym. Świadomość pozostaje jednak nadal niewyjaśniona w sposób naukowy.

## Znaczenie w kulturze
W 1889 na placu Campo de’ Fiori, w miejscu gdzie został spalony, postawiono pomnik Giordana Bruna.
Pamięć o Giordanie Brunie została uwieczniona przez Czesława Miłosza w utworze Campo di Fiori, przez Leopolda Staffa w wierszu Giordano Bruno oraz w opowiadaniu Gustawa Herlinga-Grudzińskiego Głęboki cień, które ukazało się zbiorze opowiadań Gorący oddech pustyni. Polskim znawcą filozofii Bruna był Andrzej Nowicki.

## Pisma
Lista:
- 1576 Gli pensier gai (Rozważania) [nieopublikowane]
- 1576 Tronco d’acqua viva (Odcięcie wody życia) [nieopublikowane]
- 1576/81 Lezioni sulla sfera (O sferach) [nieopublikowane]
- 1576/81 Lezioni sul “De Anima” di Aristotele (Wykład nt. „O duszy” Arystotelesa)[10] [nieopublikowane]
- 1577 De segni de’tempi (O znakach czasu) [zaginione]
- 1579/81 Censure contro il De la Faye (Krytyka tez Antoine’a De la Faye)[10] [zaginione]
- 1579/81 Clavis Magna (Wielki klucz) [zaginione]
- 1581/82 De’ predicamenti di Dio (O przymiotach Boga) [zaginione]
- 1582 Ars memoriae (Sztuka pamięci)[13]
- 1582 De umbris idearum (O cieniach idei)[30]
- 1582 Candelaio (Świecznik)[13]
- 1582 Cantus circaeus (Czary Circe)[30]
- 1582 De compendiosa architectura et complemento artis Lullii (O podręcznikowej budowie i uzupełnieniu sztuki Lullusa)[30]
- 1582 Purgatorio de l’Inferno (Piekło czyśćca) [zaginione]
- 1583 Recens et completa ars reminiscendi (Nowa i kompletna sztuka zapamiętywania)[31]
- 1583 Explicatio triginta sigillorum et Sigilli sigillorum (O znaczeniu trzydziestu pieczęci i Pieczęć pieczęci)[31]
- 1584 La cena de le ceneri (Uczta popielcowa)[31]
- 1584 De la causa, principio et uno (O przyczynie, początku i jedności)[31]
- 1584 De l’infinito universo et mondi (O nieskończonym wszechświecie i światach)[31]
- 1584 Spaccio de la bestia trionfante (Wypędzenie triumfującej bestii)[31]
- 1585 Cabala del cavallo Pegaseo con l’aggiunta dell’Assino Cillenico (Kabała konia Pegazowego z dodaniem Osła Cylleńskiego)[31]
- 1585 De gl’heroici furori (O bohaterskim entuzjazmie)[32]
- 1586 Arbor philosophorum (Drzewo filozofów) [zaginione]
- 1586 Figuratio Aristotelici Physici auditus (Obrazowe przedstawienie wykładów Arystotelesa o fizyce)[32]
- 1586 Dialogi duo de Fabricii Mordentis Salernitani prope divina ad inventione ad perfectum cosmimetriae praxim (Dwa dialogi Farbycego Mordente z Salerno służącym do doskonałego uprawiania kosmometrii)[32]
- 1586 Idiota triumphans. De somnii interpretatione[15] (Triumfujący prostak i O interpretacji snów.)[32]
- 1586 Centum et viginti articuli de natura et mundo adversus Peripateticos (Sto dwadzieścia paragrafów o naturze i świecie przeciwko perypatetykom)[33]
- 1586 Animadversiones circa lampadem lullianam (Uwagi na temat lampy Lullusa)[34]
- 1587 De Lampade combinatoria lulliana (O kombinatorycznej lampie Lullusa)[35]
- 1587 De progressu et lampade venatoria logicorum (O postępowaniu właściwym logikom)[35]
- 1587 Artificium perorandi (Sztuka przekonywania)
- 1587 Lezioni sull’ „Organo” di Aristotele (Wykład o „Organonie” Arystotelesa) [zaginione]
- 1588 De specierum scrutinio et lampade combinatoria Raymundi Lullii Doctoris Heremitae omniscii propemodunque divini (O badaniu form i lampie łowieckiej Ramona Lullusa, wszechwiedzącego i niemal boskiego Doktora Pustelnika)[36]
- 1587 Camoeracensis acrotismus seu rationes articulorum physicorum adversus Peripateticos Parisiis propositorium (Kambraceński akrotyzm, czyli uzasadnienia twierdzeń fizycznych przeciwko perypatetykom, proponowanych w Paryżu)[36]
- 1587 Libri physicorum Aristotelis explanati (Księgi Fizyki Arystotelesa objaśnione)[37]
- 1587 Oratio valedictoria (Mowa pożegnalna [na pogrzebie Juliusza Brunszwickiego])[16]
- 1587 Articuli centum et sexaginta adversus huius tempestatis mathematicos atque philosophos (Sto sześćdziesiąt artykułów przeciwko matematykom i filozofom naszego czasu)[36]
- 1589 Oratio consolatoria (Mowa pocieszająca)[17]
- 1589–90 De Magia (O magii)[38]
- 1589–90 De magia mathematica (O magii matematycznej)[37]
- 1589–90 De rerum principiis, elementis et causis (O początkach i elementach i przyczynach)[37]
- 1589–90 Medicina lulliana (Medycyna Lullusowa)[37]
- 1589–90 Delle sette arti liberali (Spośród siedmiu sztuk wyzwolonych) [zaginione]
- 1589–90 Delle sette arti inventive (Spośród siedmiu sztuk twórczych) [zaginione]
- 1591 De triplici minimo et mensura (O trojakim minimum i mierze)[39]
- 1591 De monade numero et figura (O monadzie, liczbie i kształcie)[39]
- 1591 De innumerabilibus immenso et infigurabili (O niezliczonych, bezmiernym i niewyobrażalnym)[39]
- 1591 De imaginum, signorum et idearum compositione (O kombinacji obrazów, znaków i idei)[40]
- 1591 Theses de magia (Tezy o magii)[37]
- 1591 De vinculis in genere (O więzach ogólnie)[37]
- 1591 Lampas triginta statuarum (Lampa trzydziestu posągów)[34]
- 1591 Praelectiones geometricae (Podstawy geometrii)[18]
- 1591 Ars deformationum (Sztuka przekształcania)[18]
- 1591 De rerum imaginibus (O wyobrażeniach/imaginacjach) [zaginione]
- 1591 Templum Mnemosynes (Świątynia Mnemozyny) [zaginione]
- 1591 De multiplici mundi vita (O istnieniu wielu światów) [zaginione]
- 1591 De naturae gestibus (O naturze ruchu) [zaginione]
- 1591 De principiis veri (O źródłach prawdy) [zaginione]
- 1591 De astrologia (O astrologii) [zaginione]
- 1609 Summa terminorum metaphysicorum (Kompendium pojęć metafizycznych)[40]
- 1612 Artificium perorandi[40] (Sztuka przekonywania)